# سینیورژ
سینیورژ (به فرانسوی: seigniorag) ‎/ˈseɪnjərɪdʒ/‎ درآمد حاصل از چاپ و انتشار پول در مباحث اقتصاد کلان است.

## واژه‌شناسی
سینیورژ یک واژهٔ فرانسوی است از ریشهٔ (SEIGNEUR) که به معنای ارباب صاحب زمین، گرفته شده‌است، زیرا در گذشته تنها اربابان صاحب زمین اجازهٔ ضرب سکه داشته‌اند.

## درآمد دولت
دولت برای انجام فعالیت‌ها ی خود به پول نیاز دارد. بخشی از این پول صرف خرید کالا و خدمات مانند احداث جاده، ایجاد امنیت و … می‌شود بخشی دیگر نیز مربوط به پرداخت‌های انتقالی است که به افراد فقیرو سالمند و از کار افتاده داده می‌شود..
دولت پول مورد نیاز خود را از سه طریق تأمین می‌کند:
1. مالیات
2. انتشار و فروش اوراق بهادار
3. سینیورژ

وقتی دولت برای تأمین مخارج خود اقدام به چاپ پول می‌کند با افزایش حجم پول تورم ایجاد می‌شود که به نوعی مالیات تورمی است. دلیل این نام‌گذاری این است که با افزایش حجم پول و ایجاد تورم میزان ارزش پول در کیف شما کاهش میابد
درآمد حاصل از چاپ پول در کشورهای مختلف متفاوت است، مثلاً در آمریکا کم‌تر از ۳درصد درآمد دولت است و در کشورهایی مانند ایتالیا و یونان بیش از ۱۰ درصد درآمد دولت را تشکیل می‌دهد.
تا چه اندازه می‌توان کسری بودجه را از محل سینیورژجبران کرد؟
در پاسخ باید گفت همواره تعداد دلارهای موجود در دنیا مقدار مشخصی است و هر کشور به اندازه دلارهایی که داردمیتواند از کالاها و خدمات موجود در هر جای دنیاخریداری کند، تحت این شرایط می‌توان گفت قدرت اقتصادی کشورها به تعداد دلارهای اندوخته در بانک مرکزی آن هاست در این حالت کشورهایی که توان صادراتی بیشتری دارند، دارای اقتصادهای قدرتمند برای توسعه هر چه بیشتر کشورشان در ابعاد گوناگون هستندو کشورهای واردکننده در خطر عدم توسعه یافتگی و جا ماندن از روند حرکتی دنیا در زمینه‌های مختلف قراردارند. همین محدودیت مقدار دلار است که دولت نمی‌تواند هرمقداری که می‌خواهد پول چاپ کند.

## مثال کاربردی
برای مثال فرض کنید دولت به ازای فروش نفت ۱۰۰ دلار کسب کرده‌است این ۱۰۰ دلار وقتی به تومان تبدیل می‌شود با فرض دلاری ۴۳۰۰ تومان معادل ۴۳۰هزار تومان می‌شود این پول وارد چرخه اقتصاد کشور می‌شود و مردم با آن خرید و فروش می‌کنند.
تعداد کالاهای موجود در کشور با معادل آن موازنه شده وقیمت هر یک از آن‌ها تعیین می‌شود.
در این مثال پول چاپ شده اولیه مابازای پیمانه اولیه ما یعنی ۱۰۰ دلار است حال اگر به جا ی آن مبلغی بیشتری پول چاپ شود به ازای همان مقدار کالا ما باید پول بیشتری بپردازیم و این به معنای افزایش قیمت و تورم است به همین علت است که با افزایش قیمت کالاها ارزش پول ما نیز در بازارهای جهانی کاهش میابد
بسیاری اعتقاد دارند تلاش‌های دولت در مهار تورم باعث حفط ارزش دلار و ریال در سطح فعلی شده که با یک اختلال این روند بهم می‌ریزد.
چاپ بیش از حد پول ما یا هر کشوری آن را بی‌ارزش ترمی‌کند و سبب تورم و بعضاً در مواردی با فراهم بودن سایرعوامل سبب ابر تورم می‌شود، مانند
کشورهای زیمبابوه و ونزوئلا که با ابرتورم رو به رو اندو دولت چاره دیگری جزچاپ پول ندارد و بیشتر درآمد دولت از چاپ پول حاصل می‌شود. در سال ۲۰۰۸ بیش از نیمی از درآمد دولت زیمبابوه از سینیورژ تأمین شده‌است.
فردی یک انس طلای خود را در ازای گواهی که نشان می‌دهد یک انس طلا را قرض داده‌است، به دولت می‌دهد و در سال بعد با ارائه آن گواهی یک انس طلای خود را می‌گیرد در این حالت سینیورژ رخ نداده ولی اگر به جای یک انس طلا دولت اقدام به چاپ پول کند و به جای گواهی به فرد پول بدهد. فرد پس از یک سال با پول خود اقدام به خرید طلا کند، اگر بیشتر طلا بگیرد سینیورژ رخ نداده ولی اگر کمترطلا بگیرد سینیورژ رخ داده‌است.